# ピエール・フルニエ
ピエール・レオン・マリ・フルニエ（Pierre Léon Marie Fournier, 1906年6月24日 - 1986年1月8日）は、フランスのチェリストである。ソリストとしても、室内楽奏者としても活躍した。また、フランスやスイスで教鞭をとった。

## 生涯

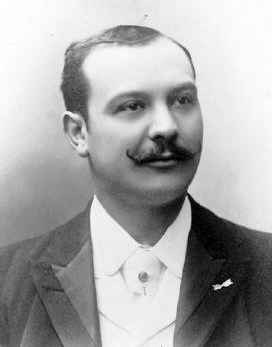
師アンドレ・エッキング (1900年)

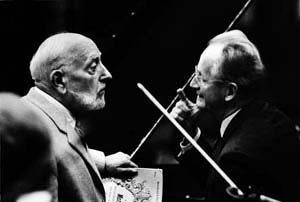
盟友のピアニストヴィルヘルム・ケンプ（右）。左は指揮者のエルネスト・アンセルメ (1965年)。

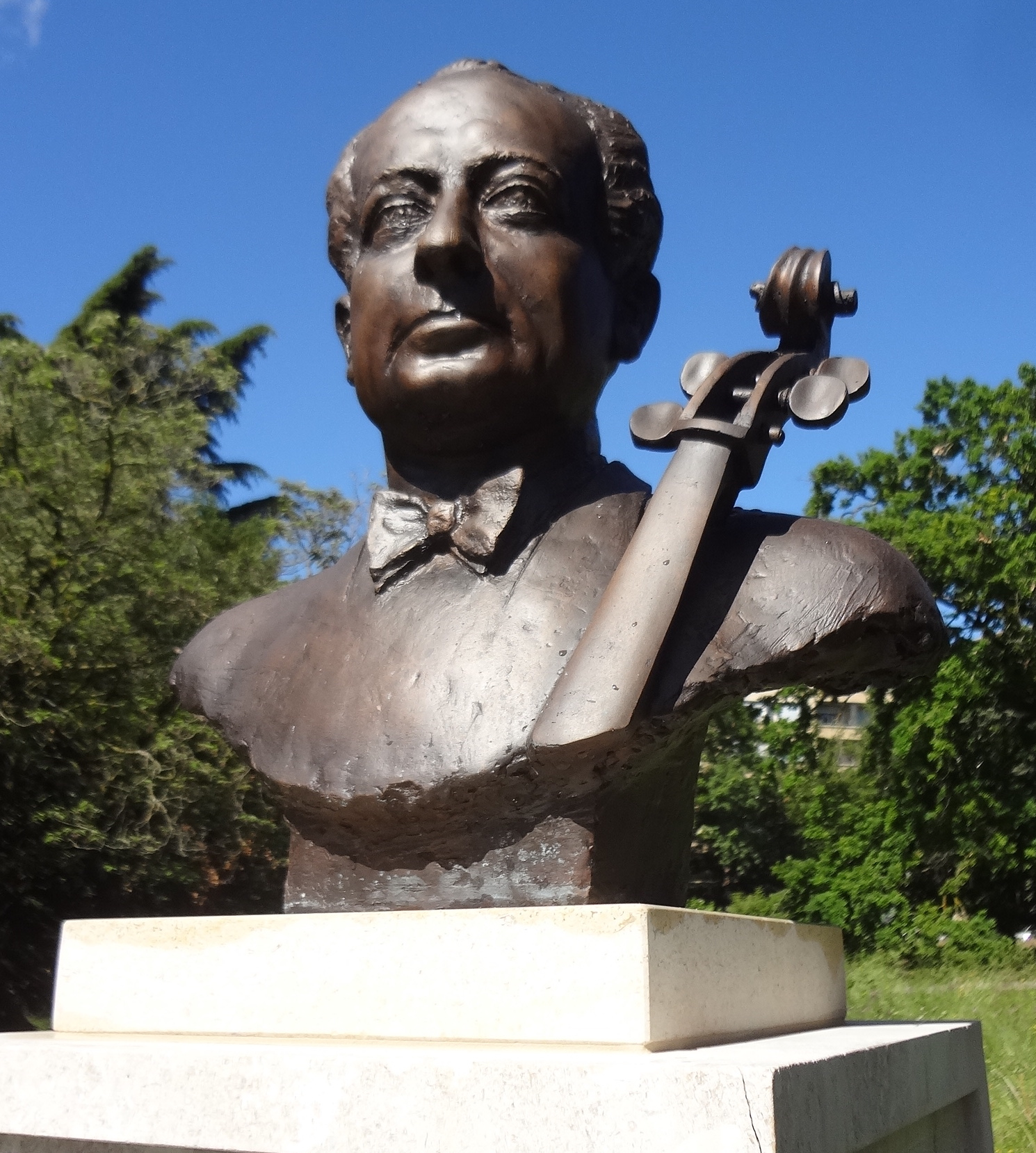
フルニエ像 (2019年)。

### 幼少期・学生時代
1906年6月24日、パリに生まれる。祖父は彫刻家、父はコルシカ総督を務めたこともある将軍、母はピアニストであった。また、弟のジャンはヴァイオリニストとなった。
はじめは母からピアノを学んだが、9歳の時に小児麻痺にかかって右足の自由を失ったためチェロに転向し、12歳でパリ音楽院へ入学してポール・バズレールとアンドレ・エッキングに師事した。なお、パブロ・カザルスに助言を求めることもあった。5年後に一等賞を獲得して卒業し、さらにバズレールのもとで修練を積んだのち、1924年にパリでデビューした。

### 国際的な演奏活動
1927年にはコロンヌ管弦楽団のソリストとして迎えられ、フランス各地およびヨーロッパ各国での演奏活動を開始した。1934年にはベルリン・フィルハーモニー管弦楽団と共演して大成功を収めた。第二次世界大戦後にはさらにキャリアが発展し、1948年にアメリカデビューを果たしてからは、毎年のように当地で演奏した。
オーケストラとの共演だけでなく、フルニエは室内楽にも情熱を注いでいた。1928年にはヴァイオリニストのガブリエル・ブイヨン、ピアノのヴラド・ペルルミュテールとトリオを結成した。また、ピアニストのアルフレッド・コルトーとヴァイオリニストのジャック・ティボーともしばしば共演した。
第二次世界大戦後にはヴァイオリニストのヨゼフ・シゲティ、ヴィオラ奏者のウィリアム・プリムローズ、ピアニストのアルトゥル・シュナーベルとともにカルテットを結成し、1947年の第1回エディンバラ音楽祭など、ヨーロッパ各地で演奏した。このカルテットはシューベルトとブラームスの室内楽をすべて演奏しており、メンバーの1人であるヨゼフ・シゲティは「最高の音楽体験」だったと語っている。また、シュナーベルは、1948年のフルニエのアメリカデビューに際し、素晴らしいチェリストがリサイタルを開くと周りに宣伝して、フルニエのキャリアが発展するようサポートした。
また、デュオとしてもピアニストのヴィルヘルム・ケンプ、ヴィルヘルム・バックハウス、アルトゥール・ルービンシュタイン、フリードリヒ・グルダらと共演した。なお、ケンプとは特に親しく、1954年の日本における演奏ツアーでは、フルニエとは別のツアーで同じく日本を訪れていたケンプと合流して、当初の予定にはなかった特別演奏会を開催した。

### 教育活動と晩年
1937年から3年間、フルニエはエコールノルマル音楽院でチェロと室内楽を教え、1941年にはパリ音楽院に招聘された。ただし、多忙な演奏活動のため、1949年にパリでの教育活動を断念した。
1956年以降はジュネーヴに住み、演奏活動の拠点とした。また、ジュネーヴとチューリヒで毎夏講習会を開き、ピアニストである息子のジャン・フォンダ（本名ジャン・ピエール）とともに、世界各国からやってくる学生を指導した。
1986年1月8日に現役のまま急死。1986年には日本での最後のリサイタルを行う予定であったが、本人の死去によって中止となった。

## 人物
弟子の1人リチャード・マークソンは、フルニエの性格について「とても内気で、引っ込みがちの人で、自負心は十分にあってもそれを過度に示すことは決してありませんでした」と述べつつ「さりげないユーモアの持ち主」でもあったと述べている。レッスン中のフルニエがドヴォジャークの協奏曲の緩徐楽章を弾いていたのを聴いて、フルニエの妻が「とても感動的だった」と述べたところ、フルニエは「みんな僕のテンポの遅い楽章をとても好きだって言うんだがね。ほかの楽章には何かまずいことでもあるのかなあ」と述べたという。
また、ピアニストのヴィルヘルム・ケンプや、指揮者のヴィルヘルム・フルトヴェングラー、ヘルベルト・フォン・カラヤン、ラファエル・クーベリックと親しく交流した。また、各種国際コンクールでともに審査員を務めたチェリストのムスティスラフ・ロストロポーヴィチとも親交を深め、ロストロポーヴィチの指揮でフルニエが『ドン・キホーテ』の独奏チェロを演奏することもあった。

## 家族
チェリストのグレゴール・ピアティゴルスキーの前夫人であるリディア・アンティク（Lydia Antik）と結婚した。また、晩年には日本人の女性と結婚した。
息子のジャン・ピエールは「ジャン・フォンダ」という名前でピアニストとして活躍し、父と共演することも多かった。

## レパートリー
幅広いレパートリーを誇った。古典派、ロマン派の作品以外にも、同時代の作品を多く手掛けており、ボフスラフ・マルティヌー、オットマール・シェック、フランシス・プーランク、ジャン・マルティノン、アルベール・ルーセル、エドガード・フェッダーらの作品を演奏している。また、ヴィラ＝ロボスはフルニエ、ムスティスラフ・ロストロポーヴィチ、ガスパール・カサドのために『3台のチェロのための協奏曲』を作曲しようと約束していたが果たせなかった。
なお、アラン・シュルマンが作曲した『エレジー フェリックス・サモンドの思い出』は、1986年5月にニューヨークで開かれたチェロ協会創立30周年記念コンサートで初演されたが、この曲はその少し前に亡くなった、フォルテュナート・アリコ、ヤッシャ・バーンスタイン、ハリー・フックス、フランク・ミラー、レナード・ローズ、ミッシャ・シュナイダー、そしてピエール・フルニエに捧げられている。
また、1972年には自らバッハの『無伴奏チェロ組曲』全曲の演奏譜を校訂し、アメリカのインターナショナル・ミュージック社より出版した。

## 教育活動

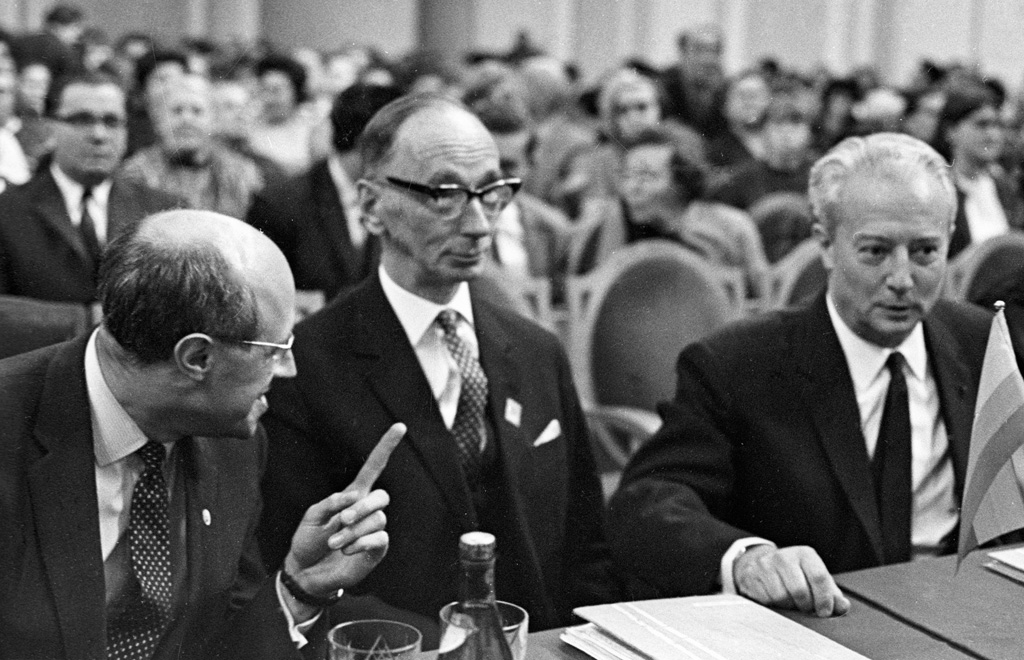
第3回チャイコフスキー国際コンクールで審査員を務めるロストロポーヴィチ（左）、ヴィウコミルスキ（中央）、フルニエ（右） (1966年)。

### 教育理念
エコールノルマル音楽院やパリ音楽院で教鞭をとったほか、ジュネーヴやチューリヒで講習会を開いた。フルニエは生徒たちに「ベルベットのように柔らかい流れるような音」と「弓の腕より肘を高くすること」を求めたとされる。また、弓をしっかり持ちつつ、手や腕をいつでも自由に動かせる状態にしておくのが良いと語り、シェフチクのヴァイオリン練習曲がボーイングのテクニックを完全にするのに適していると主張した。弟子の1人マーガレット・モンクリーフは、フルニエは一人一人を違ったやり方で教育しており、リズムの重要性を指摘するとともにルバートの多用を戒めたと回想している。

### 国際コンクールの審査員
フルニエは国際コンクールの審査員も務めており、1957年にパリで開催された第1回パブロ・カザルス国際コンクールでは、審査委員長ポール・バズレールのもと、ムスティスラフ・ロストロポーヴィチ、エンリコ・マイナルディ、モーリス・アイゼンバーグ、ガスパール・カサド、ミロシュ・サードロ、ジョン・バルビローリらとともに審査員を務めた。なお、カザルス自身は審査員を辞退しているが、会場で全ての演奏を聴いていた。また、1962年のチャイコフスキー国際コンクールでは審査委員長ロストロポーヴィチのもと、グレゴール・ピアティゴルスキー、モーリス・マレシャル、ガスパール・カサド、スヴャトスラフ・クヌシェヴィツキー、ダニイル・シャフランらとともに審査員を務めた。

### 弟子
弟子にマーガレット・モンクリーフ、リチャード・マークソン、安田謙一郎、菅野博文、山崎伸子、ジョーン・ディクソン、アマリリス・フレミングらがいる。

## 評価
「チェロのプリンス」「チェリストの貴族」と称えられた。チューリッヒ・トーンハレ管弦楽団でチェロ奏者を務めたユリウス・ベッキは「ジャン＝ルイ・デュポールに源を発するフランスのチェロ芸術は、ピエール・フルニエによって、完全な名人芸の域に高められた」と述べている。ただ、ヴァイオリニストのナタン・ミルシテインは「素晴らしいチェリストであるが、ピアティゴルスキーに匹敵するほどにというわけではない」と評している。また、1960年代以降は音程、ボウイングなどに衰えが見られたという指摘もある。
同じくフランス出身のチェリストであるポール・トルトゥリエとは仲の良いライバルであったと言われており、トルトゥリエの演奏会の後でフルニエが「ポール、君の左手が僕にあったらなあ」と述べたところ、トルトゥリエは「ピエール、君の右手が僕にあったらなあ」と返したという。

## 顕彰歴
レジオン・ドヌール勲章を授与されている。